# Confusion de la fusée pendulaire

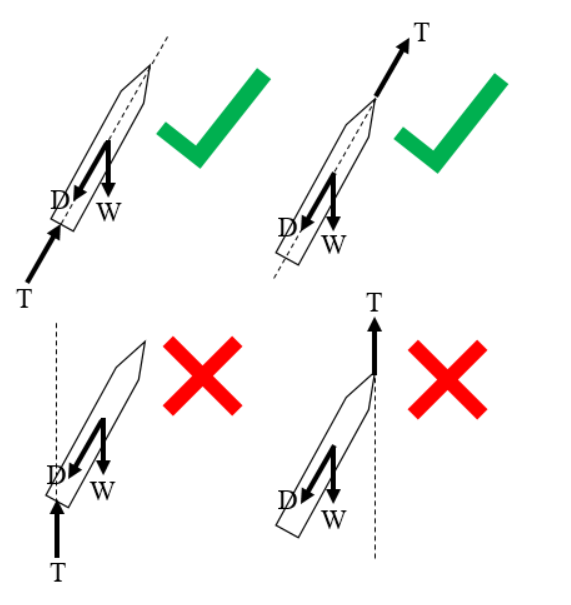
Diagrammes des forces illustrant la confusion de la fusée pendulaire

Le rêve de stabilité des fusées à traction avant.

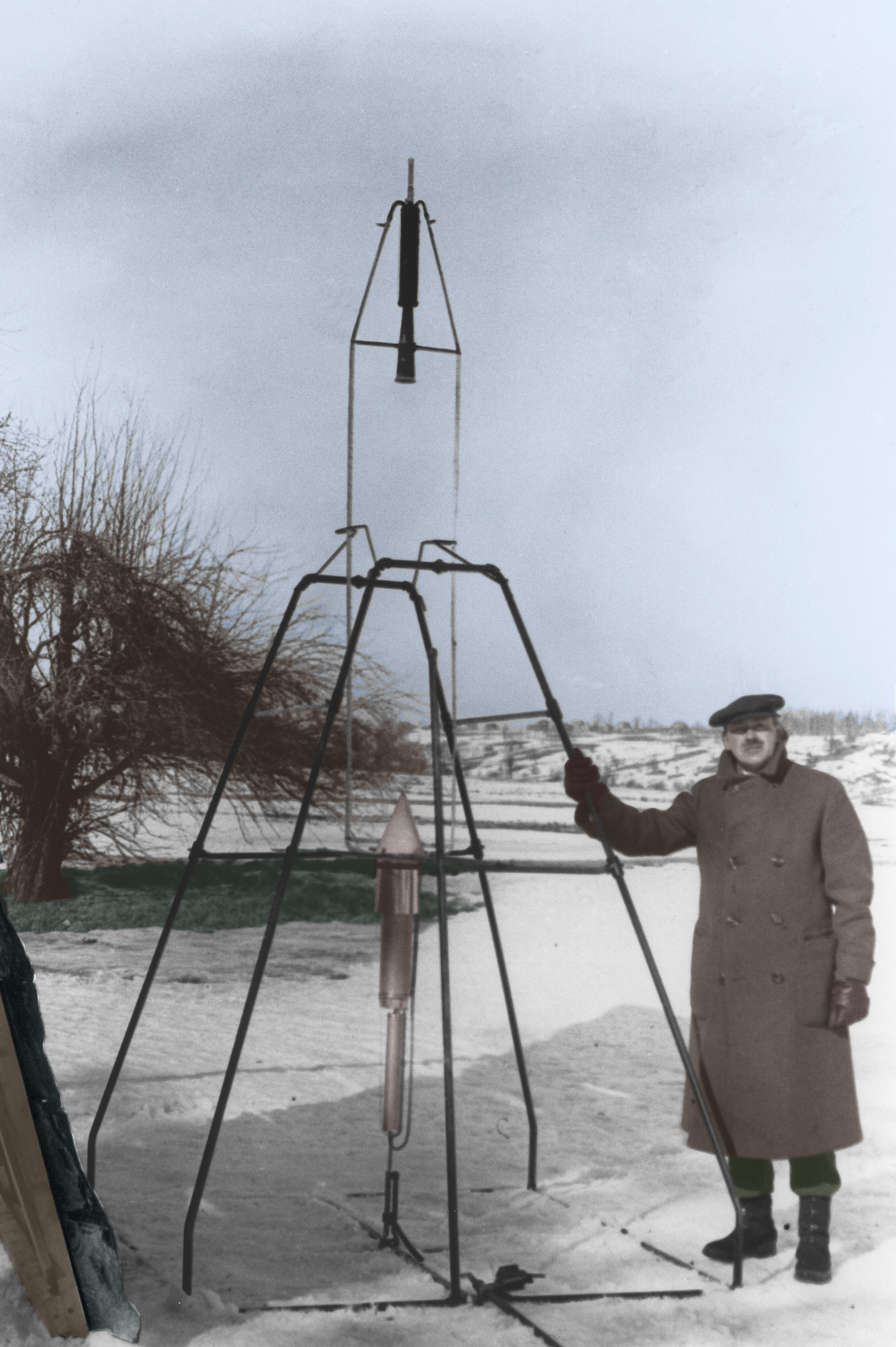
Robert Goddard à côté de la première fusée à propulsion liquide et « à traction avant », 1926

La fusée à traction avant de Johannes Winkler.

La confusion de la fusée pendulaire est une mécompréhension commune de la mécanique du vol de la fusée et de la façon dont les fusées restent sur une trajectoire stable.  

## Historique
La première fusée à carburant liquide, construite par Robert Goddard en 1926, différait considérablement des fusées modernes en ce que le moteur de la fusée était en haut et les réservoirs de carburant et comburant en bas de la fusée (image ci-contre). Goddard pensait intuitivement que, en vol, la fusée allait "pendre" du moteur à la manière d'un pendule simple, les réservoirs agissant comme la masse du pendule.

Cette intuition de Goddard était physiquement incorrecte (ce qui heurte notre intuition de tous les jours). En réalité, la stabilité de la fusée dépend d'autres facteurs. La mécanique newtonienne de base montre que la fusée de Goddard aurait été tout aussi stable (ou instable) si le moteur avait été monté sous le réservoir de carburant (comme c'est le cas pour la grande majorité des fusées modernes). 
Pour que l'analogie du pendule soit valide, il aurait fallu que la poussée du moteur reste purement verticale à chaque instant pendant la phase propulsive, auquel cas le reste de la fusée se serait bien balancée, effectivement, comme un pendule suspendu au moteur. Cependant, le moteur de la fusée de Goddard était solidaire de la fusée et s'inclinait donc avec cette dernière. La poussée du moteur ne restait pas verticale, mais elle était alignée avec l'axe de la fusée (laquelle s'est montrée instable, dans les faits).
Si cela avait été possible à Goddard, une éventuelle manœuvre de correction de trajectoire de sa fusée  (par inclinaison pilotée du moteur placé à l'avant) aurait eu comme effet de la faire tourner autour de son centre de gravité, indépendamment de l'endroit où se situait le moteur.
Beaucoup de chercheurs ont construit (ou rêvé de construire) des fusées à traction avant, comme Goddard. Citons par exemple Johannes Winkler (image de sa première fusée ci-contre).